# 2672 Písek
2672 Písek este un asteroid din centura principală, descoperit pe 31 mai 1979, de J. Květoň.